# The Beverley Sisters
Pour les articles homonymes, voir Beverley.
Les Beverley Sisters sont un trio britannique vocal féminin, populaire dans les années 1950 et 1960. Le trio se compose de la sœur aînée Joy (née Joycelyn V. Chinery le 5 mai 1924 à Bethnal Green, Londres et morte le 31 août 2015) et des jumelles Teddie (née Hazel P. Chinery le 5 mai 1927 à Bethnal Green, Londres) et Babs (né Babette P. Chinery, idem et morte le 28 octobre 2018). Leur style est inspiré des Andrews Sisters. Leurs succès notables sont Sisters, I Saw Mommy Kissing Santa Claus et Little Drummer Boy.

## Carrière
Joycelyn, Hazel et Babette sont les filles de George Arthur Chinery et Victoria Alice Miles (mariés en 1916), qui étaient connus au music-hall comme Coram & Miles.
Pendant la Seconde Guerre mondiale, les sœurs sont évacuées vers Northampton. C'est là que le photographe Jock Ware les découvre alors qu'il prend les clichés pour une publicité pour la boisson chaude au malt Ovaltine. Après avoir entendu le trio, Ware les recommande à Cecil Madden, producteur du département de divertissement de la BBC. Le jour où les sœurs auditionnèrent pour Madden, elles sont également entendues par le chef d'orchestre américain Glenn Miller. Miller très impressionné propose de fournir des musiciens de son orchestre pour les accompagner. Les premières prestations des Beverley Sisters (le nom suggéré par un collègue de Madden à la BBC) ont lieu dans des émissions de radio à partir du 1944. 
Bien que Miller soit mort pendant la guerre, les sœurs furent invitées à New York pour apparaître à la télévision NBC avec son orchestre.
Leur première série télévisée lancée en 1947 sous le titre Three Little Girls on View rebaptisé These Beverley Sisters dure sept années. À la suite de leur succès télévisé, les Beverley Sisters ne manquent pas d'offres pour les saisons estivales dans les théâtres de bord de mer et les pantomimes saisonniers. Après des épisodes à Blackpool, Great Yarmouth et Bournemouth, elles sont retenues pour apparaître dans Cinderella en 1956, le scénario fut adapté pour qu'elles puissent jouer un trio de garçons principaux.
Elles sont le premier groupe féminin britannique à percer dans le Top 10 aux États-Unis. Largement créditées comme ayant été les artistes féminines les mieux rémunérées du Royaume-Uni pendant plus de 20 ans, les sœurs sont entrées dans le Guinness Book des Records en 2002, en tant que groupe vocal ayant la plus grande longévité sans changement notable de style. Elles ont chacune devenu  MBE (Ordre de l'Empire britannique) en 2006.
Joy a épousé le footballeur anglais Billy Wright le 28 juillet 1958 à Poole. Ils ont été mariés pendant 36 ans, jusqu'à la mort de Billy d'un cancer en septembre 1994. Babs a épousé James Mitchell, un dentiste, en 1963. Cependant, le couple s'est séparé peu de temps après et a divorcé en 1967.
En 2009, les Sœurs Beverley continuaient à apparaître dans des concerts et des spectacles au Royaume-Uni et ont tissé des liens étroits avec la Burma Star association (l'Étoile de Birmanie), ainsi qu'avec le réseau de propriétés McCarthy & Stone où les Sœurs sont invités à l'ouverture de nouveaux projets de logements conçus spécialement pour les personnes à la retraite.
Joy est morte le 31 août 2015 à l'âge de 91 ans. 
Babs est morte le 28 octobre 2018 âgée de 91 ans,.

### Singles
| Année | Titre                           | Chart anglais | Label   |
| ----- | ------------------------------- | ------------- | ------- |
| 1953  | I Saw Mommy Kissing Santa Claus | N° 6          | Philips |
| 1956  | Willie Can                      | N° 23         | Decca   |
| 1957  | I Dreamed                       | N° 24         | Decca   |
| 1959  | Little Drummer Boy              | N° 6          | Decca   |
| 1959  | Little Donkey                   | N° 14         | Decca   |
| 1960  | Green Fields                    | N° 29         | Decca   |